# Valcha (nástroj)

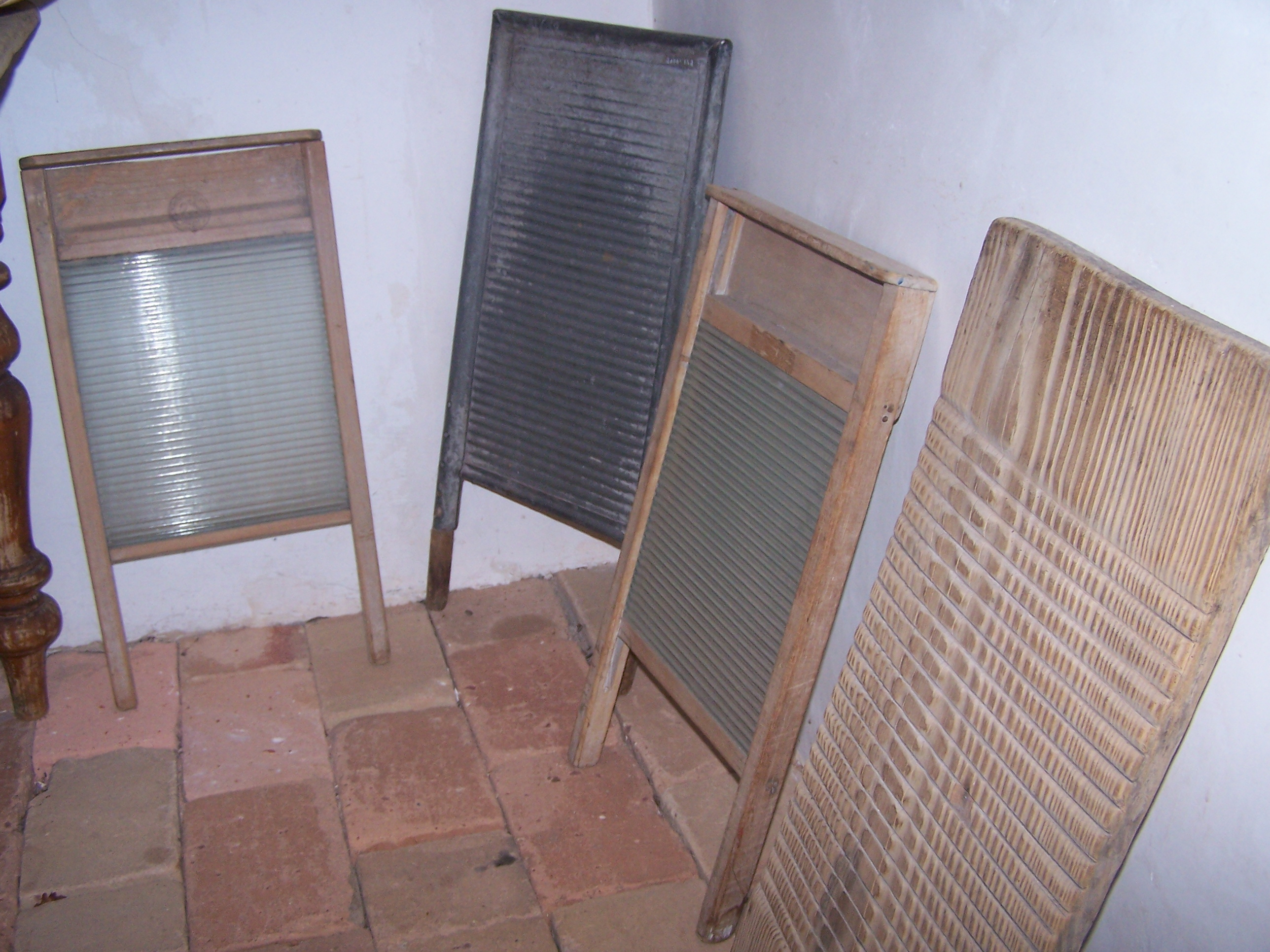
Valchy

Valcha je jednoduchý nástroj, používaný původně k praní textilií. Používala se také k výrobě plsti.
Původně bývaly valchy dřevěné, na přelomu 19. a 20. století se začal používat plech, sklo nebo porcelán.

## Prací pomůcka
Valcha je deska s přibližně rovnoběžnými vlnitými výstupky a žlábky. Je-li po ní praná textilie tlačena kolmo na směr žlábků, dochází na nerovnostech valchy k jejímu rychlému stlačování a uvolňování. Tím je z ní uvolňována špína. Praní na valše bylo fyzicky velmi namáhavé, proto úlohu pracího náčiní převzala ve 20. století pračka.

## Hudební nástroj
Valcha je nyní zpravidla používána jako rytmický hudební nástroj s charakteristickým drnčivým zvukem. K hraní na ní se používají bubenické paličky nebo jiné tyčky, kterými se přejíždí přes zvlnění. Také se do ní klepe, čímž se užívá podobně jako náhrada plechového bubínku resp. činelu.